# 內養囊霉屬
內養囊霉屬（學名：Entrophospora），又可稱為內柄生孢子屬，是屬於無柄孢子科的一個叢枝菌根菌屬，其屬下物種能與植物形成共生關係，並在植物的根中形成叢枝狀體作為養分交換的構造。內養囊霉屬的菌根菌大多較喜愛酸性土壤。
Entrophospora的名稱是來自希臘語的en（裡面）、trophos（滋養）和spora（孢子）。

## 外部聯結
- 內養囊霉屬在Index Fungorum中的資訊